# Allegrezze
Allegrezze is een plaats (frazione) in de Italiaanse gemeente Santo Stefano d'Aveto.